# Królewsko-węgierska Obrona Krajowa

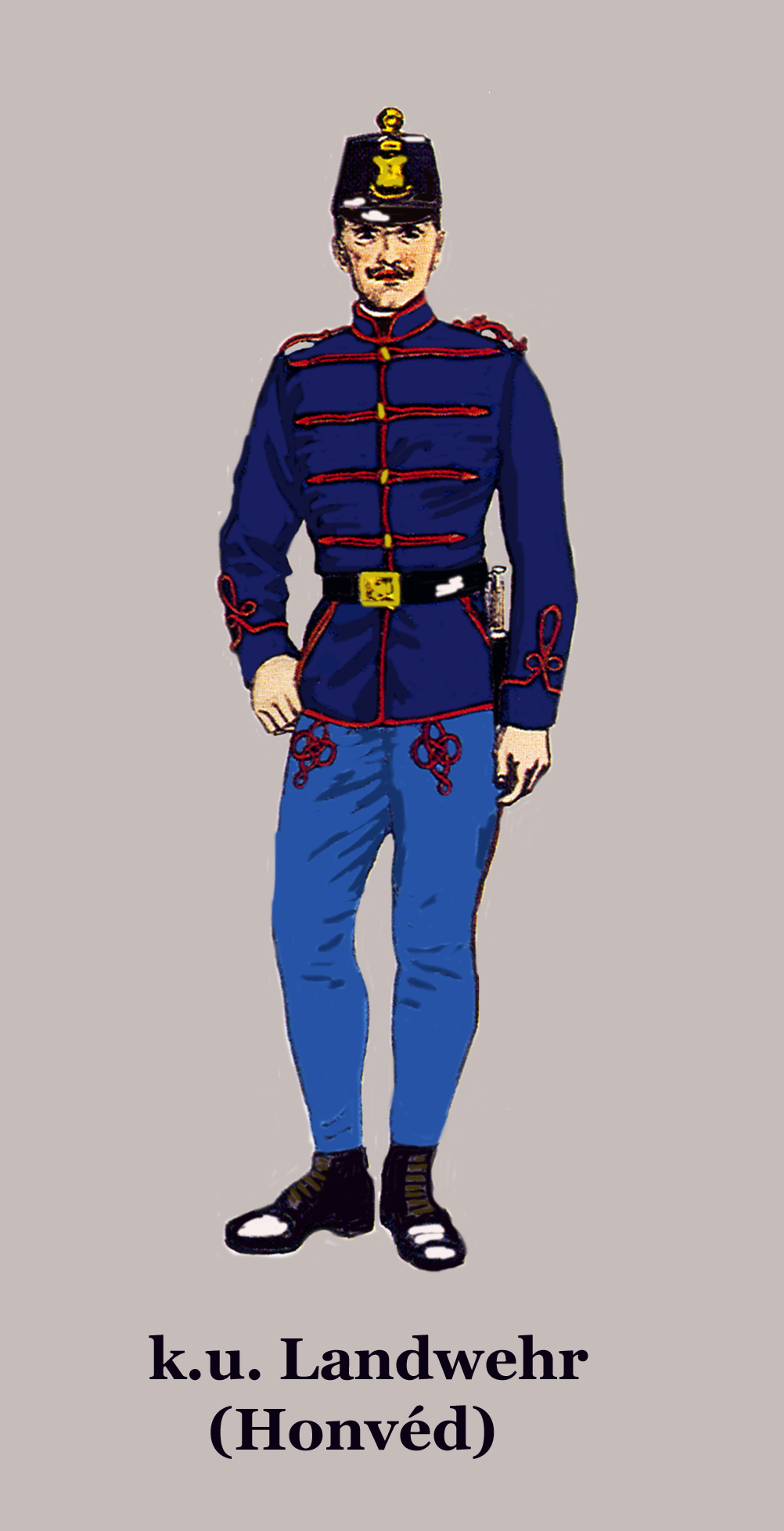
Piechur Honwedu w stroju paradnym

Królewsko-węgierska Obrona Krajowa (węg. A Magyar királyi honvédség, niem. königlich ungarische Landwehr, potocznie honwedzi) – formacja wojskowa Krajów Korony Świętego Stefana, utworzona w 1867 roku. Honvéd był jednym z czterech rodzajów sił zbrojnych Monarchii Austro-Węgierskiej, obok wspólnych wojsk lądowych (cesarska i królewska Armia), wspólnej cesarskiej i królewskiej Marynarki Wojennej oraz cesarskiej i królewskiej Obrony Krajowej.
Kraje Korony Świętego Stefana zostały podzielone na siedem dystryktów Honwedu (węg. honvéd kerületi parancsnokság, niem. Landwehrdistrikt):
- I Dystrykt w Budapeszcie,
- II Dystrykt w Segedynie,
- III Dystrykt w Koszycach,
- IV Dystrykt w Bratysławie,
- V Dystrykt w Klużu-Napoce
- VI Dystrykt w Székesfehérvár
- VII Dystrykt w Zagrzebiu[2].

Ostatni z wymienionych dystryktów obejmował autonomiczne Królestwa Chorwacji i Slawonii. Obrona krajowa w tym okręgu nazywała się Kraljevsko hrvatsko domobranstvo (niem. Kroatisch-slawonische Landwehr, węg. Horvát-szlavon Honvédség).
W 1914 roku królewsko-węgierska Obrona Krajowa składała się z 32 pułków piechoty zorganizowanych w dwie dywizje piechoty (20 i 41) oraz dwanaście samodzielnych brygad piechoty}. W czasie mobilizacji zostało utworzonych kolejnych sześć dywizji piechoty, dla których numery były zastrzeżone już w czasie pokoju (23, 37-40 i 42). W skład tych dywizji weszły wszystkie samodzielne brygady.
| Dywizja piechoty                                                                                       | Brygada piechoty                                                                             | Pułki piechoty           | Pułki piechoty           |
| --- | -------------------------------------------------------------------------------------------- | ------------------------ | ------------------------ |
| 20 Dywizja Piechoty Honwedu w Oradei (węg. Nagyvárad) (węg. 20. honvéd gyaloghadosztály parancsnokság) | 39 Brygada Piechoty Honwedu w Oradei (węg. Nagyvárad) (węg. 39. honvéd gyalogdandár)         | 3 Pułk Piechoty Honwedu  | 4 Pułk Piechoty Honwedu  |
| 20 Dywizja Piechoty Honwedu w Oradei (węg. Nagyvárad) (węg. 20. honvéd gyaloghadosztály parancsnokság) | 40 Brygada Piechoty Honwedu w Satu Mare (węg. Szatmár-Németi) (węg. 40. honvéd gyalogdandár) | 12 Pułk Piechoty Honwedu | 32 Pułk Piechoty Honwedu |
| 23 Dywizja Piechoty Honwedu (węg. 23. honvéd gyaloghadosztály parancsnokság)                           | 45 Brygada Piechoty Honwedu                                                                  | 2 Pułk Piechoty Honwedu  | 5 Pułk Piechoty Honwedu  |
| 23 Dywizja Piechoty Honwedu (węg. 23. honvéd gyaloghadosztály parancsnokság)                           | 46 Brygada Piechoty Honwedu                                                                  | 7 Pułk Piechoty Honwedu  | 8 Pułk Piechoty Honwedu  |
| 37 Dywizja Piechoty Honwedu (węg. 37. honvéd gyaloghadosztály parancsnokság)                           | 73 Brygada Piechoty Honwedu                                                                  | 13 Pułk Piechoty Honwedu | 18 Pułk Piechoty Honwedu |
| 37 Dywizja Piechoty Honwedu (węg. 37. honvéd gyaloghadosztály parancsnokság)                           | 74 Brygada Piechoty Honwedu                                                                  | 14 Pułk Piechoty Honwedu | 15 Pułk Piechoty Honwedu |
| 38 Dywizja Piechoty Honwedu (węg. 38. honvéd gyaloghadosztály parancsnokság)                           | 75 Brygada Piechoty Honwedu                                                                  | 21 Pułk Piechoty Honwedu | 22 Pułk Piechoty Honwedu |
| 38 Dywizja Piechoty Honwedu (węg. 38. honvéd gyaloghadosztály parancsnokság)                           | 76 Brygada Piechoty Honwedu                                                                  | 23 Pułk Piechoty Honwedu | 24 Pułk Piechoty Honwedu |
| 39 Dywizja Piechoty Honwedu (węg. 39. honvéd gyaloghadosztály parancsnokság)                           | 77 Brygada Piechoty Honwedu                                                                  | 9 Pułk Piechoty Honwedu  | 11 Pułk Piechoty Honwedu |
| 39 Dywizja Piechoty Honwedu (węg. 39. honvéd gyaloghadosztály parancsnokság)                           | 78 Brygada Piechoty Honwedu                                                                  | 10 Pułk Piechoty Honwedu | 16 Pułk Piechoty Honwedu |
| 40 Dywizja Piechoty Honwedu (węg. 40. honvéd gyaloghadosztály parancsnokság)                           | 79 Brygada Piechoty Honwedu                                                                  | 29 Pułk Piechoty Honwedu | 30 Pułk Piechoty Honwedu |
| 40 Dywizja Piechoty Honwedu (węg. 40. honvéd gyaloghadosztály parancsnokság)                           | 80 Brygada Piechoty Honwedu                                                                  | 6 Pułk Piechoty Honwedu  | 19 Pułk Piechoty Honwedu |
| 41 Dywizja Piechoty Honwedu w Budapeszcie (węg. 41. honvéd gyaloghadosztály parancsnokság)             | 81 Brygada Piechoty Honwedu w Budapeszcie (węg. 81. honvéd gyalogdandár)                     | 1 Pułk Piechoty Honwedu  | 17 Pułk Piechoty Honwedu |
| 41 Dywizja Piechoty Honwedu w Budapeszcie (węg. 41. honvéd gyaloghadosztály parancsnokság)             | 82 Brygada Piechoty Honwedu w Veszprémie (węg. 81. honvéd gyalogdandár)                      | 20 Pułk Piechoty Honwedu | 31 Pułk Piechoty Honwedu |
| 42 Dywizja Piechoty Honwedu (węg. 42. honvéd gyaloghadosztály parancsnokság)                           | 83 Brygada Piechoty Honwedu                                                                  | 25 Pułk Piechoty Honwedu | 26 Pułk Piechoty Honwedu |

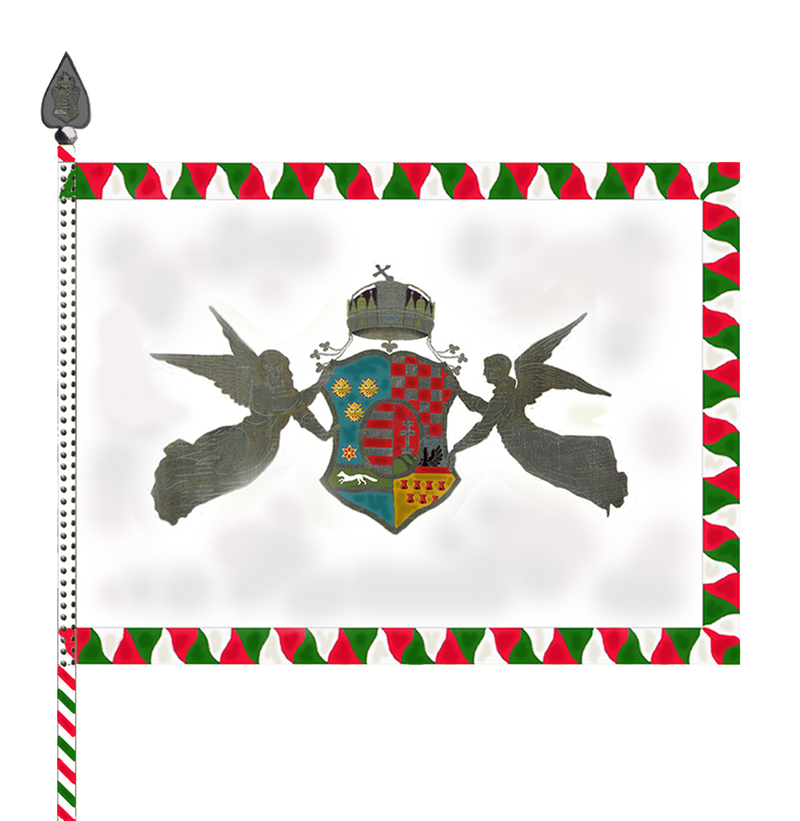
Sztandar honwedów

| 42 Dywizja Piechoty Honwedu (węg. 42. honvéd gyaloghadosztály parancsnokság)                           | 84 Brygada Piechoty Honwedu                                                                  | 27 Pułk Piechoty Honwedu | 28 Pułk Piechoty Honwedu |